# Beltrame (cognome)
Beltrame è un cognome di lingua italiana.

## Origine e diffusione
Il cognome potrebbe derivare dalla radice germanica bertha, che significa "luminoso", o a quella celtica bert, "portatore" o dal nome Bertrando. In italia vi sono circa 3000 famiglie che portano questo cognome ed è diffuso particolarmente nell'Italia settentrionale.
Il cognome Beltrame è particolarmente diffuso in Veneto, soprattutto nel vicentino e nel padovano, in Friuli Venezia Giulia, con maggiore concentrazione nell'udinese e nel pordenonese, in Piemonte e in Lombardia.